# 이공제비및군수이후범선영세불망비
이공제비및군수이후범선영세불망비(李公제碑및郡守李侯範善永世不忘碑)는 대구광역시 수성구 상동에 있는 조선시대의 비석이다. 1988년 5월 30일 대구광역시의 유형문화재 제23호로 지정되었다.

## 참고 문헌
- 이공제비및군수이후범선영세불망비 - 국가유산청 국가유산포털